# Kambja (commune)
Cet article concerne la commune. Pour le bourg éponyme, voir Alatskivi.
Kambja (en estonien :  Kambja vald) est une municipalité rurale de la région de Tartu en Estonie. Elle s'étend sur 189,2 km2. 
Sa population est de 2 524 habitants(01/01/2012).

## Municipalité
La commune comprend 1 bourg  et 30 villages :

### Bourg
Kambja

### Villages
Aakaru, Ivaste, Kaatsi, Kammeri, Kavandu, Kodijärve, Kullaga, Kõrkküla, Lalli, Madise, Mäeküla, Oomiste, Paali, Palumäe, Pangodi, Pulli, Pühi, Raanitsa, Rebase, Reolasoo, Riiviku, Sipe, Sirvaku, Sulu, Suure-Kambja, Talvikese, Tatra, Vana-Kuuste, Virulase, Visnapuu